# Tři dialogy mezi Hyladem a Filonoem
Tři dialogy mezi Hyladem a Filonoem (Three Dialogues between Hylas and Philonous) jsou jedno ze stěžejních filosofických děl irského myslitele a teologa George Berkeleyho, vzniklé v roce 1713.
Berkeley v něm prezentuje své ústřední filosofické názory po vzoru antických filosofů formou dialogu mezi dvěma postavami, Filonoem (řecky asi "Myslomil"), který reprezentuje Berkeleyho samotného a Hyladem (řecky "Hmota"), který reprezentuje soudobé filosofy. Autor uvádí, že jeho hlavním cílem je „dokázat pravdivost a dokonalost lidského poznání, nehmotnou povahu duše a bezprostřední prozřetelnost Boží proti skeptikům a ateistům“.
V prvním dialogu přesvědčuje Filonús Hylada o neexistenci hmoty, kterou vnímáme pouze smysly. Všechny vlastnosti hmotných věcí a tudíž i hmotné věci samy existují podle Filonúa pouze jako vjemy v mysli jednotlivce a jejich hmotné podstaty vůbec neexistují.
V druhém dialogu rozvíjí svou teorii aplikací na teologii a podává důkaz existence Boží – protože smyslové věci existují, musí existovat jejich univerzální vnímatel; „smyslové věci skutečně existují, a pokud skutečně existují, jsou nutně vnímány nekonečnou myslí, tudíž existuje nekonečná mysl čili Bůh“. Věci dle Berkeleyho existují právě proto, že jejich ideje jsou součástí Boží mysli, že jsou vnímány Bohem. Lidé všechny věci vnímají skrze Boha, čímž se naplňuje biblické „v něm žijeme, pohybujeme se a jsme“ (Sk 17, 28 (Kral, ČEP)).
V posledním dialogu se ale Filonús brání naprostému skepticismu, ke kterému Hylada jeho vývody vedou, konstatuje, že věci skutečně existují (byť ne svou
hmotnou podstatou) a že jsou totožné se svými vjemy: „Vidím tuto třešeň, cítím ji, chutnám ji, a jsem si jist, že nic nemůže být vidět, cítit ani nijak nechutná – je tedy skutečná. Odstraň počitky měkkosti, šťavnatosti, červenosti, kyselosti, a odstraníš tím třešeň. Protože to není věc odlišná od počitků. Třešeň, říkám, není nic jiného než soubor smyslových impresí či idejí vnímaných jednotlivými smysly, kteréžto ideje jsou myslí spojeny do jedné věci (či je jim dáno jedno jméno), protože se pozoruje, že spolu souvisí.“ Ve třetím dialogu také podává další teologické aplikace svých tvrzení.
Český překlad Marka Tomečka vyšel v nakladatelství OIKOYMENH v roce 2007, spolu s překladem Berkeleyho drobnějšího latinského pojednání O pohybu (De motu).